# Senven-Léhart
Senven-Léhart är en kommun i departementet Côtes-d'Armor i regionen Bretagne i nordvästra Frankrike. Kommunen ligger i kantonen Bourbriac som tillhör arrondissementet Guingamp. År 2022 hade Senven-Léhart 241 invånare.

## Befolkningsutveckling
Antalet invånare i kommunen Senven-Léhart
Referens:INSEE